# Coupe UEFA 1990-1991
Navigation
Édition précédente Édition suivante
La Coupe UEFA 1990-1991 est la vingtième édition de la Coupe de l'UEFA, qui oppose les meilleurs clubs européens qualifiés grâce aux résultats de leur championnat national. Cette édition voit les Italiens de l'Inter Milan s'imposer en finale contre une autre formation italienne, l'AS Rome. C'est la seconde finale européenne pour la Louve (et la seconde défaite) alors qu'il s'agit en revanche de la cinquième finale disputée par les Intéristes, qui remportent leur première Coupe UEFA, le troisième trophée européen au total. C'est la seconde année consécutive où deux équipes italiennes s'affrontent en finale et la troisième Coupe UEFA de rang remportée par l'Italie. Les bons résultats des équipes transalpines sont d'ailleurs à noter : les quatre clubs engagés atteignent tous les quarts de finale. Une autre performance a également lieu puisque pour la première fois dans l'histoire des compétitions européennes, une équipe danoise atteint le dernier carré d'une compétition continentale, il s'agit du club de Brøndby IF.
L'attaquant allemand de l'AS Rome, finaliste malheureux, Rudi Völler remporte le titre honorifique de meilleur buteur de la compétition avec un total de dix buts.
Pour cette édition, la première depuis la fin de la suspension de cinq saisons des équipes anglaises à la suite du drame du Heysel, une équipe anglaise est autorisée à participer : Aston Villa, vice-champion d'Angleterre, qui ne dépasse pas le stade des seizièmes de finale, éliminé par le futur vainqueur du trophée, l'Inter Milan. L'Espagne, la Roumanie et le Danemark obtiennent le droit d'engager une formation supplémentaire au détriment de la Yougoslavie, de la France, de l'Écosse, de l'Autriche et de l'URSS. L'Albanie engage un représentant lors de cette édition.
La Juventus Turin, tenante du titre, ne prend pas part à la compétition car elle est déjà engagée en Coupe des Coupes, à la suite de sa victoire en Coupe d'Italie 1990.

## Trente-deuxièmes de finale
| Équipe 1                 | Résultat       | Équipe 2                | Aller | Retour   |
| ------------------------ | -------------- | ----------------------- | ----- | -------- |
| 1. FC Magdebourg         | 1 - 0          | RoPS Rovaniemi          | 0 - 0 | 1 - 0    |
| AS Rome                  | 2 - 0          | Benfica Lisbonne        | 1 - 0 | 1 - 0    |
| Aston Villa              | 5 - 2          | FC Baník Ostrava        | 3 - 1 | 2 - 1    |
| Atalanta Bergame         | 1 - 1          | Dinamo Zagreb           | 0 - 0 | 1 - 1    |
| Bayer 04 Leverkusen      | 2 - 1          | FC Twente               | 1 - 0 | 1 - 1 ap |
| Borussia Dortmund        | 4 - 0          | Chemnitzer FC           | 2 - 0 | 2 - 0    |
| Brøndby IF               | 6 - 4          | Eintracht Francfort     | 5 - 0 | 1 - 4    |
| Derry City               | 0 - 1          | Vitesse Arnhem          | 0 - 1 | 0 - 0    |
| Avenir Beggen            | 2 - 6          | FK Inter Bratislava     | 2 - 1 | 0 - 5    |
| Tchornomorets Odessa     | 4 - 3          | Rosenborg BK            | 3 - 1 | 1 - 2    |
| FC Dnipro Dnipropetrovsk | 2 - 4          | Heart of Midlothian     | 1 - 1 | 1 - 3    |
| Torpedo Moscou           | 5 - 2          | GAIS                    | 4 - 1 | 1 - 1    |
| FC Politehnica Timişoara | 2 - 1          | Club Atlético de Madrid | 2 - 0 | 0 - 1    |
| Fenerbahçe SK            | 6 - 2          | Vitória SC              | 3 - 0 | 3 - 2    |
| FH Hafnarfjörður         | 3 - 5          | Dundee United           | 1 - 3 | 2 - 2    |
| GKS Katowice             | 4 - 0          | TPS Turku               | 3 - 0 | 1 - 0    |
| Glenavon FC              | 0 - 2          | Girondins de Bordeaux   | 0 - 0 | 0 - 2    |
| Hibernians FC            | 0 - 5          | FK Partizan Belgrade    | 0 - 3 | 0 - 2    |
| IFK Norrköping           | 1 - 3          | 1. FC Cologne           | 0 - 0 | 1 - 3    |
| Iraklis Thessalonique    | 0 - 2          | Valence CF              | 0 - 0 | 0 - 2 ap |
| FK Partizani Tirana      | 0 - 2          | Universitatea Craiova   | 0 - 1 | 0 - 1    |
| Lausanne-Sport           | 3 - 3e         | Real Sociedad           | 3 - 2 | 0 - 1    |
| MTK Budapest FC          | 2 - 3          | FC Lucerne              | 1 - 1 | 1 - 2    |
| PFK Slavia Sofia         | 4 - 5          | Omónia Nicosie          | 2 - 1 | 2 - 4 ap |
| Royal Antwerp            | 1 - 3          | Ferencváros TC          | 0 - 0 | 1 - 3 ap |
| RSC Anderlecht           | 4 - 0          | Petrolul Ploieşti       | 2 - 0 | 2 - 0    |
| SV Roda JC Kerkrade      | 2 - 6          | AS Monaco               | 1 - 3 | 1 - 3    |
| FC Séville               | 0 - 0 (4-3tab) | PAOK Salonique          | 0 - 0 | 0 - 0    |
| Rapid Vienne             | 3 - 4          | Inter Milan             | 2 - 1 | 1 - 3 ap |
| Sporting Portugal        | 3 - 2          | FC Malines              | 1 - 0 | 2 - 2    |
| Vejle BK                 | 0 - 4          | Admira Wacker Vienne    | 0 - 1 | 0 - 3    |
| Zagłębie Lubin           | 0 - 2          | Bologne FC 1909         | 0 - 1 | 0 - 1    |

## Seizièmes de finale
| Équipe 1              | Résultat       | Équipe 2                 | Aller | Retour |
| --------------------- | -------------- | ------------------------ | ----- | ------ |
| 1. FC Cologne         | 2 - 1          | FK Inter Bratislava      | 0 - 1 | 2 - 0  |
| 1. FC Magdebourg      | 0 - 2          | Girondins de Bordeaux    | 0 - 1 | 0 - 1  |
| Omónia Nicosie        | 1 - 4          | RSC Anderlecht           | 1 - 1 | 0 - 3  |
| Aston Villa           | 2 - 3          | Inter Milan              | 2 - 0 | 0 - 3  |
| Brøndby IF            | 4 - 0          | Ferencváros TC           | 3 - 0 | 1 - 0  |
| Tchornomorets Odessa  | 0 - 1          | AS Monaco                | 0 - 0 | 0 - 1  |
| FC Lucerne            | 1 - 2          | Admira Wacker Vienne     | 0 - 1 | 1 - 1  |
| FK Torpedo Moscou     | 4 - 3          | FC Séville               | 3 - 1 | 1 - 2  |
| Universitatea Craiova | 0 - 4          | Borussia Dortmund        | 0 - 3 | 0 - 1  |
| Fenerbahçe            | 1 - 5          | Atalanta Bergame         | 0 - 1 | 1 - 4  |
| GKS Katowice          | 1 - 6          | Bayer 04 Leverkusen      | 1 - 2 | 0 - 4  |
| Heart of Midlothian   | 3 - 4          | Bologne FC               | 3 - 1 | 0 - 3  |
| Real Sociedad         | 1 - 1 (4-5tab) | FK Partizan Belgrade     | 1 - 0 | 0 - 1  |
| Sporting Portugal     | 7 - 2          | FC Politehnica Timişoara | 7 - 0 | 0 - 2  |
| Valence CF            | 2 - 3          | AS Rome                  | 1 - 1 | 1 - 2  |
| Vitesse Arnhem        | 5 - 0          | Dundee United            | 1 - 0 | 4 - 0  |

## Huitièmes de finale
| Équipe 1             | Résultat       | Équipe 2              | Aller | Retour |
| -------------------- | -------------- | --------------------- | ----- | ------ |
| 1. FC Cologne        | 1 - 2          | Atalanta Bergame      | 1 - 1 | 0 - 1  |
| AS Rome              | 7 - 0          | Girondins de Bordeaux | 5 - 0 | 2 - 0  |
| Brøndby IF           | 3 - 0          | Bayer 04 Leverkusen   | 3 - 0 | 0 - 0  |
| FK Torpedo Moscou    | 4 - 2          | AS Monaco             | 2 - 1 | 2 - 1  |
| Inter Milan          | 4 - 1          | FK Partizan Belgrade  | 3 - 0 | 1 - 1  |
| RSC Anderlecht       | 2e - 2         | Borussia Dortmund     | 1 - 0 | 1 - 2  |
| Admira Wacker Vienne | 3 - 3 (5-6tab) | Bologne FC            | 3 - 0 | 0 - 3  |
| Vitesse Arnhem       | 1 - 4          | Sporting Portugal     | 0 - 2 | 1 - 2  |

## Quarts de finale
| Équipe 1         | Résultat       | Équipe 2          | Aller | Retour |
| ---------------- | -------------- | ----------------- | ----- | ------ |
| AS Rome          | 6 - 2          | RSC Anderlecht    | 3 - 0 | 3 - 2  |
| Atalanta Bergame | 0 - 2          | Inter Milan       | 0 - 0 | 0 - 2  |
| Bologne FC       | 1 - 3          | Sporting Portugal | 1 - 1 | 0 - 2  |
| Brøndby IF       | 1 - 1 (4-2tab) | FK Torpedo Moscou | 1 - 0 | 0 - 1  |

## Demi-finales
| Équipe 1          | Résultat | Équipe 2    | Aller | Retour |
| ----------------- | -------- | ----------- | ----- | ------ |
| Brøndby IF        | 1 - 2    | AS Rome     | 0 - 0 | 1 - 2  |
| Sporting Portugal | 0 - 2    | Inter Milan | 0 - 0 | 0 - 2  |

## Finale
| Équipe 1    | Résultat | Équipe 2 | Aller | Retour |
| ----------- | -------- | -------- | ----- | ------ |
| Inter Milan | 2 - 1    | AS Rome  | 2 - 0 | 0 - 1  |